# Grupo Vidanta
Grupo Vidanta es un conglomerado mexicano de hoteles, centros turísticos y el desarrollo de bienes raíces.
Fue fundado en el año 1974 por el empresario y filántropo mexicano Daniel Chávez Morán.
Según datos del año 2015, gestiona 25 hoteles, cuenta con 15.000 empleados y genera 750 millones de ingresos anuales. Su sede central está localizada en la ciudad de Nuevo Vallarta, Nayarit, México.

## Negocios

### Hoteles
Algunos de los hoteles que el Grupo Vidanta gestiona en México son: Grand Luxxe (AAA Five Diamonds Resort), The Grand Bliss, The Grand Mayan, The Bliss, Mayan Palace, Sea Garden y Ocean Breeze Hotels, situados en Nuevo Vallarta Nayarit, Riviera Maya, Los Cabos, Acapulco, Puerto Vallarta, Puerto Peñasco, y Mazatlán.
En 2014, en asociación con el Cirque du Soleil, el grupo inauguró cerca del The Grand Mayan resort situado en la Riviera Maya, el Teatro Cirque du Soleil, con un aforo de 600 personas.

### Parques Temáticos
VidantaWorld es un parque temático y de entretenimiento de 2.500 acres actualmente en construcción en Vallarta, que consta de tres "parques de ensueño" junto con alojamientos.
Entre muchos de sus temas estará un "reino" dedicado al Cirque du Soleil y la góndola SkyDream Parks, que proporcionará transporte entre los parques y los hoteles en un bucle de 4 millas y 150 pies de altura. El parque estaba programado para abrir en 2024

### Aeropuerto Internacional del Mar de Cortés
Aeropuerto Internacional de Mar de Cortés es propiedad y está operado por el Grupo Vidanta. Fue inaugurado el 5 de noviembre de 2009 por el entonces presidente de México, Felipe Calderón y por el fundador del Grupo Vidanta, Daniel Chávez Morán. Fue construido por la iniciativa privada del Grupo Vidanta en alianza con el Gobierno Mexicano, y opera tanto vuelos privados como comerciales. Está ubicado en La Jolla de Cortés, cerca de la ciudad de Puerto Peñasco en el estado de Sonora, México.

### Golf
Vinculados a sus complejos hoteleros, el Grupo Vidanta posee y gestiona varios campos de golf en México, además de un club de golf y una franquicia de la escuela The Nicklaus Academy, apadrinada por Jack Nicklaus.

## Fundación Grupo Vidanta
En 2004, Daniel Chávez Morán dejó la gerencia ejecutiva del Grupo Vidanta para fundar la Fundación Vidanta, una institución sin ánimo de lucro destinada a “promocionar las ciencias sociales y la cultura en América Latina.” Además de financiar diversos estudios, publicaciones y congresos relacionados con el desarrollo social y económico de la región, una de las principales actividades de la Fundación es la convocatoria anual del Premio Fundación Vidanta, que cada año otorga más de 200.000 dólares a proyectos que luchen contra la pobreza, la desigualdad y la discriminación en América Latina y el Caribe.